# Zavrh pri Trojanah
Zavrh pri Trojanah este o localitate din comuna Lukovica, Slovenia, cu o populație de 51 de locuitori.